# 千曲郵便局
千曲郵便局（ちくまゆうびんきょく）は長野県千曲市にある郵便局。民営化前の分類では集配普通郵便局であった。

## 概要
住所：〒387-8799 長野県千曲市粟佐1587

## 沿革
- 1872年10月3日（明治5年9月1日） - 屋代（やしろ）郵便取扱所として開設[1]。
- 1875年（明治8年）1月1日 - 屋代郵便局（五等）となる。
- 1885年（明治18年）5月25日 - 貯金取扱を開始。
- 1890年（明治23年）8月16日 - 為替取扱を開始。
- 1897年（明治30年）2月1日 - 屋代郵便電信局となる。
- 1903年（明治36年）4月1日 - 通信官署官制の施行に伴い屋代郵便局となる。
- 1955年（昭和30年）11月1日 - 五加郵便局から電報配達業務の一部[2]を移管[3]。
- 1962年（昭和37年）6月1日 - 稲荷山郵便局から、国際電報受付・配達および国内欧文電報受付・配達の各業務のそれぞれ一部[4]を移管。
- 1966年（昭和41年）4月1日 - 特定郵便局から普通郵便局に局種別変更するとともに、更埴（こうしょく）郵便局に改称。
- 1967年（昭和42年）2月25日 - 電話交換、和文電報配達、欧文電報受付・配達、国際電報受付・配達の各業務を、更埴電報電話局に移管。
- 1978年（昭和53年）8月28日 - 更埴市屋代から、同市粟佐に局舎を新築、移転。
- 1980年（昭和55年）3月3日 - 稲荷山郵便局および八幡郵便局から集配業務を移管。
- 1999年（平成11年） - 外国通貨の両替および旅行小切手の売買に関する業務取扱を開始。
- 2003年（平成15年）9月1日 - 千曲郵便局に改称[5]。
- 2007年（平成19年）10月1日 - 民営化に伴い、併設された郵便事業千曲支店に一部業務を移管。
- 2012年（平成24年）10月1日 - 日本郵便株式会社発足に伴い、郵便事業千曲支店を千曲郵便局に統合。

## 取扱内容
- 郵便、印紙、ゆうパック、内容証明
- 貯金、為替、振替、振込、国際送金、国債、投資信託
- 生命保険、バイク自賠責保険、自動車保険、がん保険、引受条件緩和型医療保険
- ゆうちょ銀行ATM
- 「387-00xx」区域（千曲市の一部）の集配業務
- ゆうゆう窓口

## 周辺
- 千曲警察署
- 長野県屋代南高等学校
- 千曲市立屋代小学校
- 国道403号
- 千曲川

## アクセス
- しなの鉄道線屋代駅から北西へ約1.1km（徒歩約12分）
- 千曲市循環バス 千曲郵便局前停留所下車
- 長野自動車道 更埴ICから南西へ約1.5km
- 国道18号沿い
- 駐車場あり：12台